# Spinalkanalen

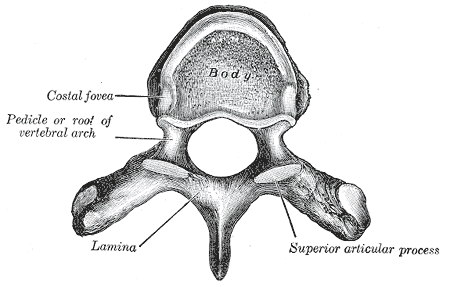
En ryggkota sedd uppifrån. Spinalkanalen är belägen i det vita området i kotans mitt.

Spinalkanalen, ryggmärgskanalen är en kanal i ryggraden som bildas av kothålen (foramina vertebralia) i ryggkotorna och sträcker sig från stora nackhålet i skallen ned till svanskotorna.
Den innehåller bland annat ryggmärgen, hjärnhinnor och cerebrospinalvätska.
Ryggmärgen växer inte lika fort som ryggmärgskanalen under foster- och barnaåren vilket gör att ryggmärgen hos människa inte når längre ner än till ungefär gränsen mellan första och andra ländkotan. Nedanför ryggmärgens slut finns en säck av den hårda ryggmärgshinnan (dura mater) som sträcker sig ner till ungefär den tredje korsbenskotan. Säcken innehåller ryggmärgsrötter och cerebrospinalvätska vilket gör att man lämpligen tar prov på cerebrospinalvätska (lumbalpunktion), utan att skada ryggmärgen, genom att sticka in en provtagningsnål i säcken mellan tredje och fjärde, eller mellan fjärde och femte ländkotan. Mellan en under- och överliggande kota finns ett hål på höger och vänster sida genom vilka ryggmärgens rötter passerar och bildar spinalnerver utanför kotkropparna.
Om ryggmärgskanalen blir för trång, så kallad spinal stenos, genom till exempel benpåväxter eller diskbråck kan såväl ryggmärgen som dess rötter påverkas vilket kan leda till smärtor, domningar och svaghet nedanför den nivå där trängseln finns. Tillståndet behandlas om möjligt kirurgiskt. Vid svåra kotfrakturer kan ibland ryggmärgen och dess rötter skadas allvarligt.
Ibland saknas ryggmärgskanalens bakre vägg som resultat av en tidig utvecklingsrubbning från fostertiden. Då kan såväl ryggmärgen som dess hinnor och rötter bukta ut genom försvagningen i den bakre väggen. Detta tillstånd kallas ryggmärgsbråck och leder i dess allvarligare former till förlamning i underlivet och i de nedre extremiteterna.